# 近鐵5800系電聯車
近鐵5800系電聯車（日语：／ Kintetsu 5800-kei densha）是近畿日本鐵道使用的通勤用一般型車輛，其暱稱為「L/C Car」。5800系於1997年至1998年陸續投入使用，至1998年製造8個編組共46輛。而本型車則於1998年獲得日本鐵道友之會的桂冠獎。
本型車的車體與近鐵1620系及1026系電聯車皆採用鋁合金進行製造，使車體輕量化和提升抗腐蝕性。車廂內部的座椅在尖峰時段可調整成與車窗平行的長條座椅，離峰時段則可切換為旋轉式的對向座椅。而自近鐵3220系電聯車投入使用後的所有新型近鐵電車均為採用全新的車體設計，並配備使用絕緣閘雙極電晶體（IGBT）變頻器的「21系列」電車。因此本型車成為最後一款採用自1981年起，延續近20年的近鐵一般型車輛設計風格的列車，也是自1984年起最後一款配備閘極截止閘流體（GTO）變頻器的列車。